# Табуа
Та́буа (порт. Tábua; МФА: [ˈta.bu.ɐ]) — муніципалітет і містечко в Португалії, в окрузі Коїмбра. Розташований у центральній частині країни, на теренах історичної португальської провінції Бейра. Належить до Коїмбрської діоцезії Католицької церкви в Португалії. Права міського самоврядування має з 1514 року. Поділяється на 11 парафій. За адміністративним поділом, чинним до 1976 року, був складовою провінції Верхня Бейра. Площа муніципалітету — 199,79 км², населення муніципалітету — 12071 ос. (2011); густота населення — 60,42 осіб/км²
. Патрон — Діва Марія. Святковий день муніципалітету — 10 квітня. Поштовий індекс — 3420.  Код місцевої адміністративної одиниці — 0616. Складова статистичного регіону Центр.

## Назва
- Табуа  (порт. Tábua, стара орфографія: порт. Táboa) — сучасна португальська назва.

## Географія
Табуа розташована в центрі Португалії, на північному сході округу Коїмбра.
Табуа межує на півночі з муніципалітетом Каррегал-ду-Сал, на сході — з муніципалітетом Олівейра-ду-Ошпітал, на півдні — з муніципалітетом Арганіл, на заході — з муніципалітетом Пенакова, на північному заході — з муніципалітетом Санта-Комба-Дан.

## Історія
1514 року португальський король Мануел I надав Табуї форал, яким визнав за поселенням статус містечка та муніципальні самоврядні права.

## Населення
| Кількість мешканців | Кількість мешканців | Кількість мешканців | Кількість мешканців | Кількість мешканців | Кількість мешканців | Кількість мешканців | Кількість мешканців | Кількість мешканців | Кількість мешканців | Кількість мешканців | Кількість мешканців | Кількість мешканців | Кількість мешканців | Кількість мешканців | Кількість мешканців |
| ------------------- | ------------------- | ------------------- | ------------------- | ------------------- | ------------------- | ------------------- | ------------------- | ------------------- | ------------------- | ------------------- | ------------------- | ------------------- | ------------------- | ------------------- | ------------------- |
| 1864                | 1878                | 1890                | 1900                | 1911                | 1920                | 1930                | 1940                | 1950                | 1960                | 1970                | 1981                | 1991                | 2001                | 2011                |                     |
| 17 207              | 18 489              | 18 733              | 18 371              | 18 169              | 17 354              | 16 530              | 17 673              | 17 798              | 15 869              | 12 441              | 13 456              | 13 101              | 12 602              | 12 071              |                     |